# Enregistrement (passager)
Pour les articles homonymes, voir Enregistrement.

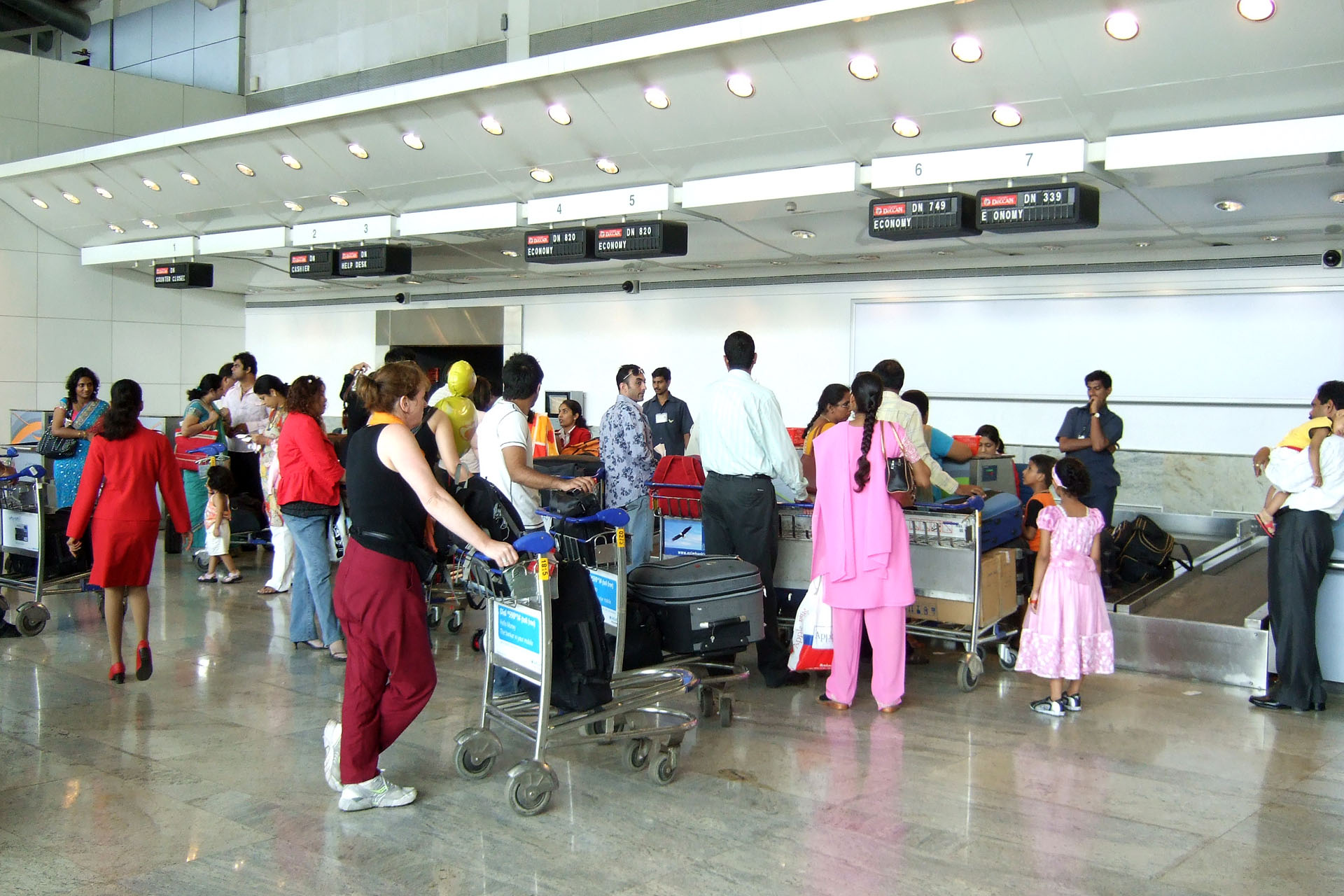
Enregistrement de passagers à l'aéroport international de Mumbai.

L’enregistrement est une procédure utilisée dans l’aviation civile pour déterminer les passagers qui sont présents dans un vol ainsi que leurs bagages.

## Aviation civile
S'il se rencontre dans d’autres formes de transports, l’enregistrement est surtout utilisé par les compagnies aériennes civiles dans les aéroports. 
Lors de l’enregistrement à l’aéroport, un passager présente une pièce d'identié (en général un passeport) ainsi que son titre de transport (billet, billet électronique). Après vérification, le personnel au sol émet une carte d’embarquement et le cas échéant enregistre les bagages qui voyageront dans la soute de l’avion.
Depuis les attentats du 11 septembre 2001, la procédure d’enregistrement comporte aussi la vérification que le passager ne figure pas sur la liste noire de passagers émise par le service policier du pays de destination. Les « informations avancées des passagers », ou API en anglais, sont envoyées par le système de contrôle des départs aux systèmes des services de police et d'immigration du pays de destination (ou de survol).
Traditionnellement, l’enregistrement est fait par le personnel de la ligne aérienne, d'une compagnie tierce ou de l’aéroport. Néanmoins, depuis le début des années 2000, plusieurs nouvelles méthodes ont été introduites pour désengorger les aéroports et réduire le besoin de personnel au sol ainsi que les coûts :
- bornes automatique,
- Internet,
- téléphone mobile (SMS).

Une borne d'enregistrement est une machine mise à disposition du voyageur pour qu'il effectue lui-même son enregistrement, c'est-à-dire se signaler comme présent auprès du transporteur, sélectionner son siège, payer pour un surclassement ou d'autres services et obtenir les dernières informations nécessaires à son embarquement. Dans les aéroports, ces bornes sont généralement placées avant les comptoirs d'enregistrement, où l'on peut également se faire enregistrer, mais cette fois par le personnel de la compagnie aérienne, et surtout déposer ses bagages.
Un passager faisant usage des bornes automatiques reçoit une carte d’embarquement classique du même type qu’aux comptoirs d'enregistrement.
Dans le cas le l’enregistrement par Internet ou par SMS, le passager reçoit un code barre 2D qui peut être lu au scanner à l’aéroport lors de l’embarquement. Si le passager est déjà titulaire de sa carte d'embarquement et qu'il voyage sans bagages, il peut se diriger en salle d'embarquement dans les temps prescrits de la ligne aérienne sans passer par les comptoirs.

### Autres moyens de transport
L’enregistrement se pratique dans certains pays dans le transport ferroviaire ou par autocars ainsi que dans le transport maritime.